# Mare di Somov

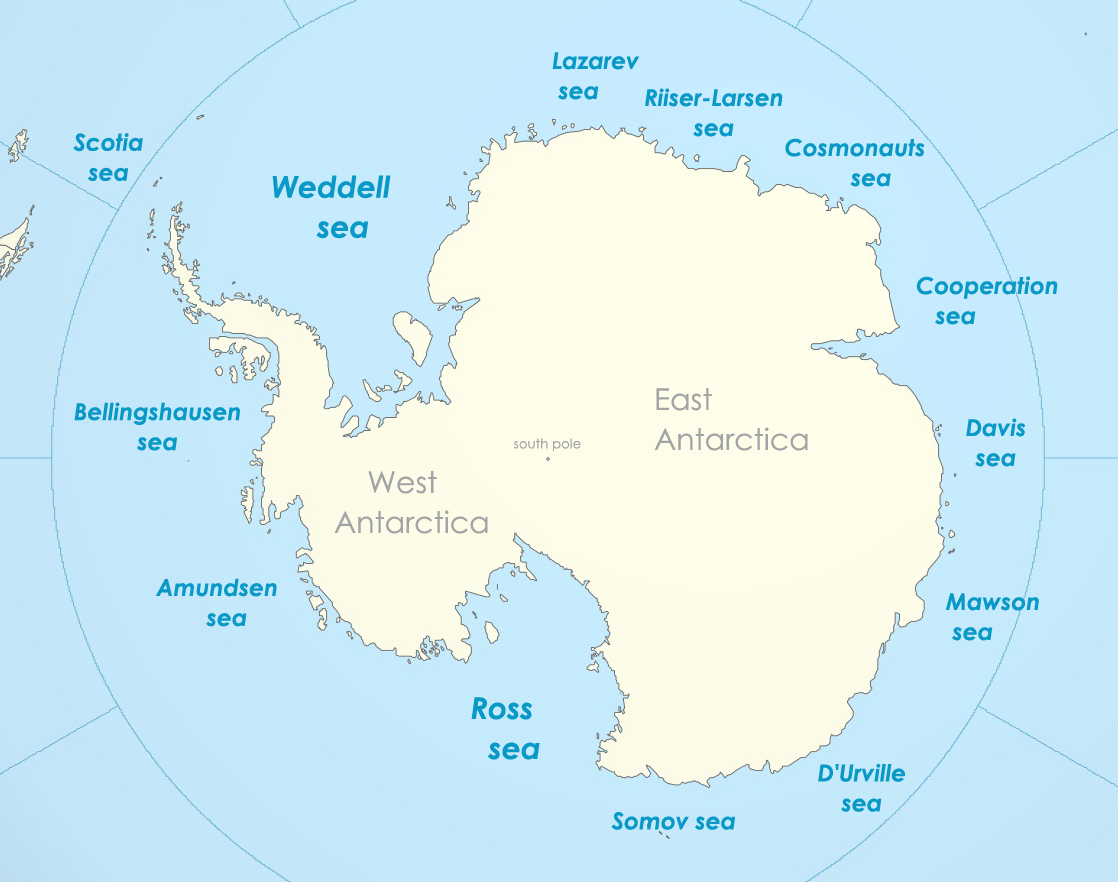
L'Oceano antartico con il Mare di Somov in basso al centro e altre denominazioni proposte.

Il Mare di Somov (in lingua russa: (in russo Море Сомова?, More Somova) è la denominazione proposta dalla Russia, ma non accettata dalla comunità internazionale, per un settore dell'Oceano antartico.

## Localizzazione
Sarebbe localizzato a nord dell'Antartide Orientale, la parte più orientale del subcontinente antartico, a nord della costa di Oates, nella Terra della Regina Vittoria, e della costa di Giorgio V, compreso tra il 150° e il 170° Est. Ad occidente avrebbe il Mare d'Urville. A est del Capo Adare, posizionato a 170°14' Est, si trova il Mare di Ross.

## Denominazione
Il nome fu proposto dalla Russia nel 2002 all'Organizzazione idrografica internazionale (IHO). La proposta non fu mai approvata dalla IHO, né da altre organizzazioni internazionali, per cui rimane ancora in vigore la nomenclatura ufficiale del 1953 (che non contiene questa denominazione).
Le maggiori autorità geografiche e gli atlanti in lingua inglese non utilizzano questa denominazione, inclusa la 10ª edizione del 2014 del "World Atlas" pubblicata dalla statunitense National Geographic Society e la 12ª edizione del britannico "Times Atlas of the World". La denominazione è invece utilizzata nelle mappe sovietiche o in lingua russa.
La denominazione era stata proposta in onore dell'oceanografo ed esploratore polare russo Michail Michajlovič Somov (1908-1973), che tra il 1955 e il 1957 era stato il comandante della prima spedizione antartica sovietica.

## Estensione
Il Mare di Somov si estenderebbe su un'area di 1.150.000 km² e raggiungerebbe una profondità di 3.000 m.
Le Isole Balleny si trovano a 240 km a nord della linea di costa.